# Rietbok
De Rietbok (Redunca arundinum) is een middelgrote antilopesoort uit het geslacht der rietbokken (Redunca). Het is de kleinste van de drie soorten rietbokken. Het soort is voor het eerst beschreven in 1785 door de Nederlander Pieter Boddaert.